# Zola-Talsperre
Die Zola-Talsperre (französisch barrage Zola) ist eine der frühesten Bogenstaumauern und möglicherweise die erste moderne Bogenstaumauer der Erde. Sie steht in der französischen Gemeinde Le Tholonet im Tal des Flusses Infernet, unterhalb der neueren und größeren Bimont-Talsperre. Zwischen 1854 und 1877 dienten die Staumauer und der zugehörige Kanal zur Versorgung von Aix-en-Provence mit Trinkwasser. Ihr Erbauer François Zola (1795–1847) war ein Ingenieur italienischer Abstammung und der Vater von Émile Zola.

## Geschichte

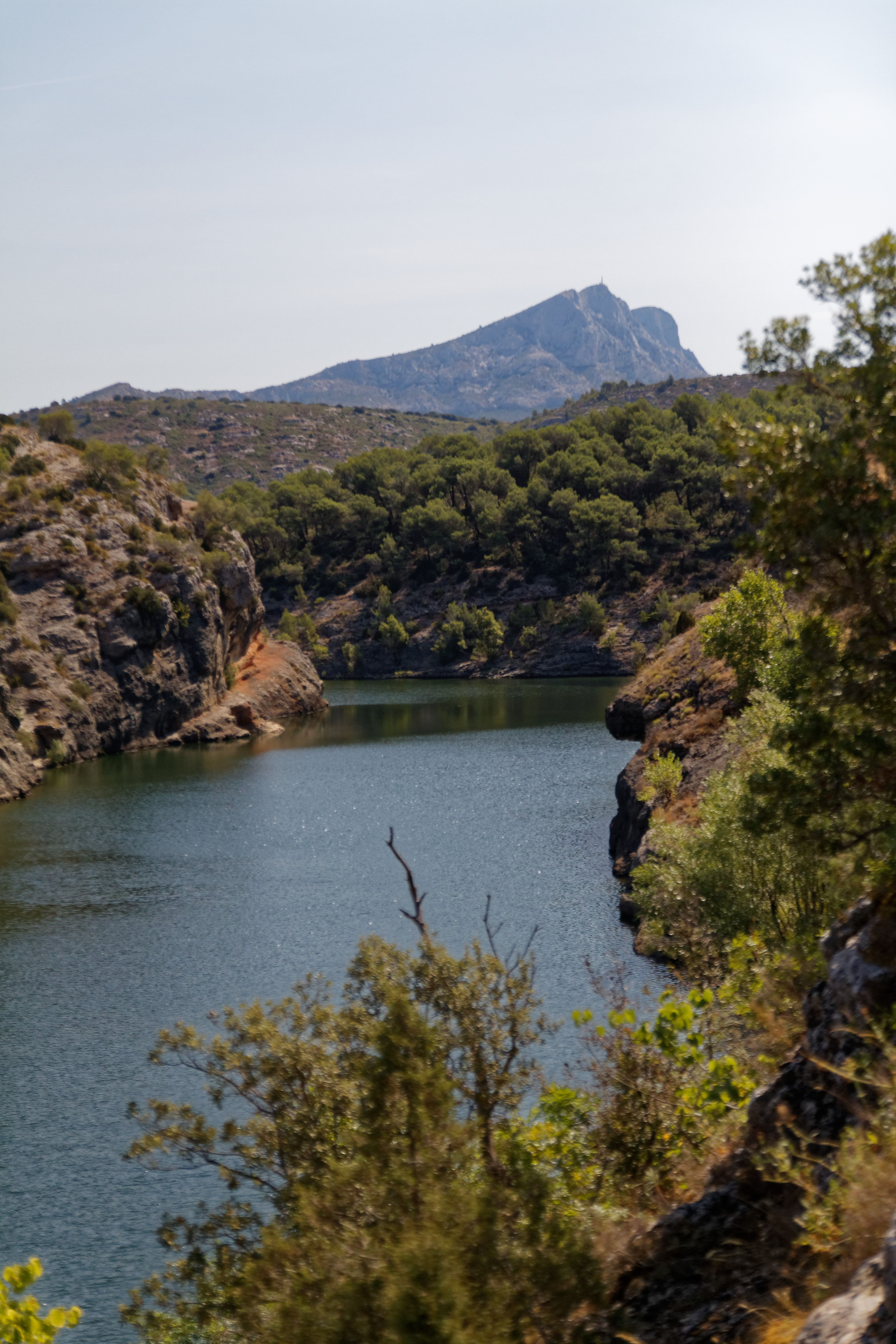
Lac Zola

Der Plan, eine Staumauer zu bauen, hat seinen Ursprung in der weltweiten Cholera-Epidemie von 1832 bis 1835. Nach Aix kam sie 1834/35 und noch einmal 1837. Da entschloss man sich, das Problem der Versorgung der Stadt mit sauberem Trinkwasser nun anzugehen. Das Projekt wurde vom Stadtrat von Aix en Provence am 25. Februar 1837 beschlossen. François Zola plante danach sein Projekt der Talsperre mit einem 7 km langen Kanal, um das Wasser in die Stadt zu leiten.
Nach verschiedenen verwaltungstechnischen Schwierigkeiten wurde das Projekt am 19. April 1843 angenommen. Die königliche Zustimmung kam am 31. Mai 1844 und die Arbeiten begannen im Jahr 1847. François Zola hat die Fertigstellung nicht mehr erlebt, denn er starb am 27. März 1847 an einer Lungenentzündung, die er sich auf der Baustelle geholt hatte.
Das Journal Le petit provençal berichtete in seiner Ausgabe vom 29. Juli 1847: „Gestern […] sind Adolphe Thiers sowie Antoine Aude, Bürgermeister von Aix, Borely, Generalanwalt, Goyrand, sein Stellvertreter, Leydet, Friedensrichter, und verschiedene andere Würdenträger der Stadt unerwartet gekommen, um die Arbeiten am Kanal Zola am Infernet zu besuchen. Sie fanden sich inmitten gewaltiger Sprengungen wieder, die die Arbeiter vorbereitet hatten. M. Pérémé, der Manager, profitierte von den Umständen, und stellte den jungen Sohn Zolas Monsieur Thiers vor.“
Nach dem frühen Tod von François Zola wurde dessen Gesellschaft zum Bau des Kanals (Société du canal Zola) von Gläubigern verfolgt, die von Jules Migeon vertreten wurden. 1852 war die Gesellschaft bankrott, 1853 wurde sie von Migeon übernommen. Zolas Witwe musste nun von einer kargen Rente leben.
Das Bauwerk wurde 1854 in Betrieb genommen. Der Name barrage Zola wurde dem Bauwerk aber erst am 17. September 1871 gegeben, zu Ehren seines Konstrukteurs.

## Nutzung
Die Talsperre wurde bis 1877 genutzt. Danach wurde Wasser durch den Canal du Verdon hergeleitet. Heute hat sie keine Funktion zur Wasserversorgung mehr, aber sie wird zur Dotierung der Wasserstände in den Flüssen Cause und Arc genutzt.

## Sonstiges

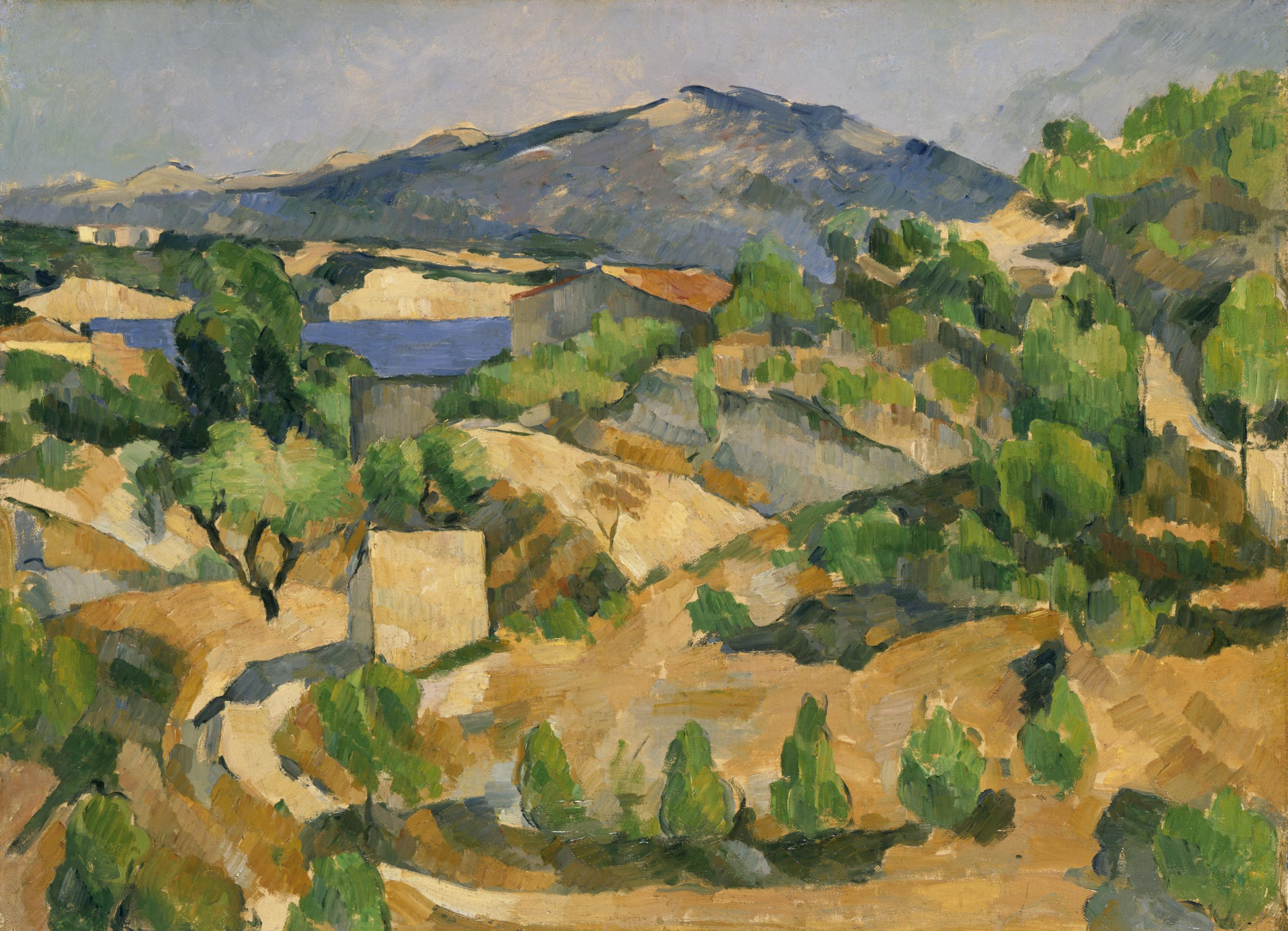
Paul Cézanne: Le barrage Zola

Paul Cézanne hat die Zola-Talsperre 1877/78 in einem Gemälde dargestellt. Das Werk wurde von der walisischen Kunstsammlerin Gwendoline Davies erworben. Seit 1952 befindet es sich im National Museum Cardiff.